# Municipio de Nautla
El municipio de Nautla es uno de los 212 municipios que conforman al estado de Veracruz, y se encuentra localizado en las costas del golfo de México. La cabecera municipal es la localidad de Nautla.

## Toponimia
El término Nautla, proviene de la voz náhuatl que significa cuatro lugares, que se puede entender, como las cuatro partes que resultan de la división de la costa por el río Nautla, el estero de tres encinos, y el estero de la Barra Nueva. El nombre original es Nautlan.

## Historia
Los orígenes de Nautla, se remontan a la época prehispánica, cuando era un pueblo, que estuvo situado, en lo que actualmente es Casitas, formaba parte de un grupo de totonacas localizados entre Tlapacoyan y lo que actualmente es Vega de Alatorre; tras la irrupción de pueblos provenientes del norte de recolectores y cazadores, muchos pueblos abandonaron la costa en busca de sistemas que por naturaleza ofreciera elementos para su defensa, ante la amenaza militarista que traían. en la desembocadura del Nautla, quedaron solo pueblos diseminados, que desde el año 1200 recibieron la influencia de los Mexicas
Durante la época Colonia, el territorio costero cercano al río Nautla, se fue desarrollando, así surgieron estancias ganaderas, que para 1567 eran 18, entre Cempoala y Tecolutla. El cultivo de la caña de azúcar se fue extendiendo a lo largo del camino y en 1568 ya mostraba una fisionomía de pueblo.
Una vez consumada la independencia de México, en 1828, y bajo el gobierno de Guadalupe Victoria, se habilitó para el comercio la barra de nautla, mejorando así las condiciones de vida y desarrollando la actividad pesquera, que ya desde antes se daba; gran parte de la historia del municipio está ligada Jicaltepec, una localidad ubicada en este municipio y que recibió a una colonia francesa entre 1832 y 1846, cuando llegaron tres grupos de inmigrantes, la primera de ellas en 1833, que traía con sigo a 80 colonos, quienes llegaron a vivir al pueblo, en el cual existían pequeñas casa de madera y estaba habitado ya por algunos indígenas. En septiembre de 1834 zarpó otro barco con 100 borgoñeses de Champlitte, y en abril de 1835 otra con 112, la última se dio en 1840. Los colonos se diseminaron por toda Nautla, Paso Largo, El Pital, Paso de Telaya y Paso de Novillos, instalándose de esta forma las familias Sempé, Levet y Mothelet.
Entre 1860 y 1870. Jicaltepec contaba con mil habitantes, de los cuales 300 eran franceses, la mayoría establecidos en los márgenes del río Nautla, aunque esto fue disminuyendo, debido a que muchos regresaron a Francia ya que no estaban acostumbrados a trabajar fuera de un núcleo familiar. Jicalpetec fue la única colonia agrícola francesa, hoy en día el idioma francés ha sido substituido completamente por el español, usando los niños el mismo lenguaje regional.
Los pobladores de edad más avanzada cuentan que Jicaltepec fue también cabecera municipal algunos años y que después se designó a Nautla cómo esta.

## Población
Cuenta con una población de 10 028 habitantes, según el conteo de población y vivienda de 2005.

## Geografía

### Límites municipales
Tiene límites administrativos con los siguientes municipios y/o accidentes geográficos, según su ubicación.
| Noroeste: San Rafael | Norte: San Rafael | Nordeste: Golfo de México |
| Oeste: Misantla      |                   | Este: Vega de Alatorre    |
| Suroeste: Misantla   | Sur: Misantla     | Sureste: Vega de Alatorre |

El municipio de Nautla tiene una extensión de 358.63 kilómetros cuadrados, limita al norte con San Rafael, al suroeste con Misantla, al sureste con Vega de Alatorre y al este con El Golfo de México. Tiene 15 kilómetros de extensión con las costas, lo que representa el 1.9% total del estado. 
- Altitud: 3 metros sobre el nivel del mar
- Latitud: 20º 13' 00" N
- Longitud: 096º 46' 59" O

## Clima
El clima es Cálido Húmedo, con lluvias la mayor parte del año.
- Precipitación Máxima: 243.00 mm
- Precipitación Mínima: 648.00 mm
- Precipitación Media: 1383.00 mm
- Temperatura Máxima: 40 °C.
- Temperatura Mínima: 15.1 °C.
- Temperatura Media: 25.5 °C.

## Recursos naturales
Existen de maderas como ojite, caoba, cedro o chicozapote. Respecto a la fauna, hay ardillas, mapaches, conejos y coyotes.

## Principales localidades
- Jicaltepec
- El Ciervo
- Isla de Chapachapa
- Barra de Palmas
- El Raudal